# Xylocopa nitidiventris
Xylocopa nitidiventris är en biart som beskrevs av Smith 1878. Xylocopa nitidiventris ingår i släktet snickarbin, och familjen långtungebin. Inga underarter finns listade i Catalogue of Life.